# Ꝙ
Cette page contient des caractères spéciaux ou non latins. S’ils s’affichent mal (▯, ?, etc.), consultez la page d’aide Unicode.
Ꝙ (minuscule : ꝙ), appelé q à barre diagonale, est une lettre additionnelle formée d'un q diacrité par une barre inscrite. Elle était utilisée en latin pour certaines abréviations.

## Utilisation
En latin, ‹ ꝙ › servait à abréger quod (quoi), qui (qui) et que (que).
La majuscule Q avec une barre diagonale était utilisée comme sigle pour quondam (autrefois) sur les inscriptions épigraphiques.

## Représentations informatiques
Le q à barre diagonale peut être représentée avec les caractères Unicode suivants (Latin étendu) :
| formes    | représentations | chaînes de caractères | points de code | descriptions                                |
| --------- | --------------- | --------------------- | -------------- | ------------------------------------------- |
| capitale  | Ꝙ               | Ꝙ                     | U+A758         | lettre majuscule latine q à barre diagonale |
| minuscule | ꝙ               | ꝙ                     | U+A759         | lettre minuscule latine q à barre diagonale |